# ديف تومسون (لاعب كرة قدم أمريكية)
ديف تومسون (بالإنجليزية: Dave Thompson)‏ هو لاعب كرة قدم أمريكية أمريكي، ولد في 1 فبراير 1949 في Langdale Historic District ‏ في الولايات المتحدة.

## وصلات خارجية
- ديف تومسون على موقع مرجع كرة القدم المحترفة.كوم (الإنجليزية)
- ديف تومسون على موقع JustSportsStats.com (الإنجليزية)